# Peter Frederik Vilhelm af Oldenborg
Peter Frederik Vilhelm af Oldenborg (tysk: Peter Friedrich Wilhelm; 3. januar 1754 – 2. juli 1823) var den anden hertug af Oldenborg fra 1785 til 1823.

## LItteratur
- August Mutzenbecher: Peter Friedrich Wilhelm i Allgemeine Deutsche Biographie (ADB) (ses på  tysk Wikisource)

## Eksterne links
| Peter Frederik VilhelmHuset Slesvig-Holsten-GottorpSidelinje af Huset OldenburgFødt: 3. januar 1754 Død: 2. juli 1823 |                                 |                         |
| Titler som regent |                                 |                         |
| Foregående: Frederik August 1.                                                                                        | Hertug af Oldenborg 1785 – 1823 | Efterfølgende: Peter 1. |